# Socarnes tuscarora
Socarnes tuscarora is een vlokreeftensoort uit de familie van de Lysianassidae. De wetenschappelijke naam van de soort is voor het eerst geldig gepubliceerd in 1994 door Lowry & Stoddart.